# Primula matthioli
Primevère de Matthiole, Cortuse de Matthiole
Espèce
Primula matthioli, la Primevère de Matthiole ou Cortuse de Matthiole, est une espèce de plantes à fleurs de la famille des Primulacées.
C'est une plante vivace.